# Andreas Müller (Maler, 1811)

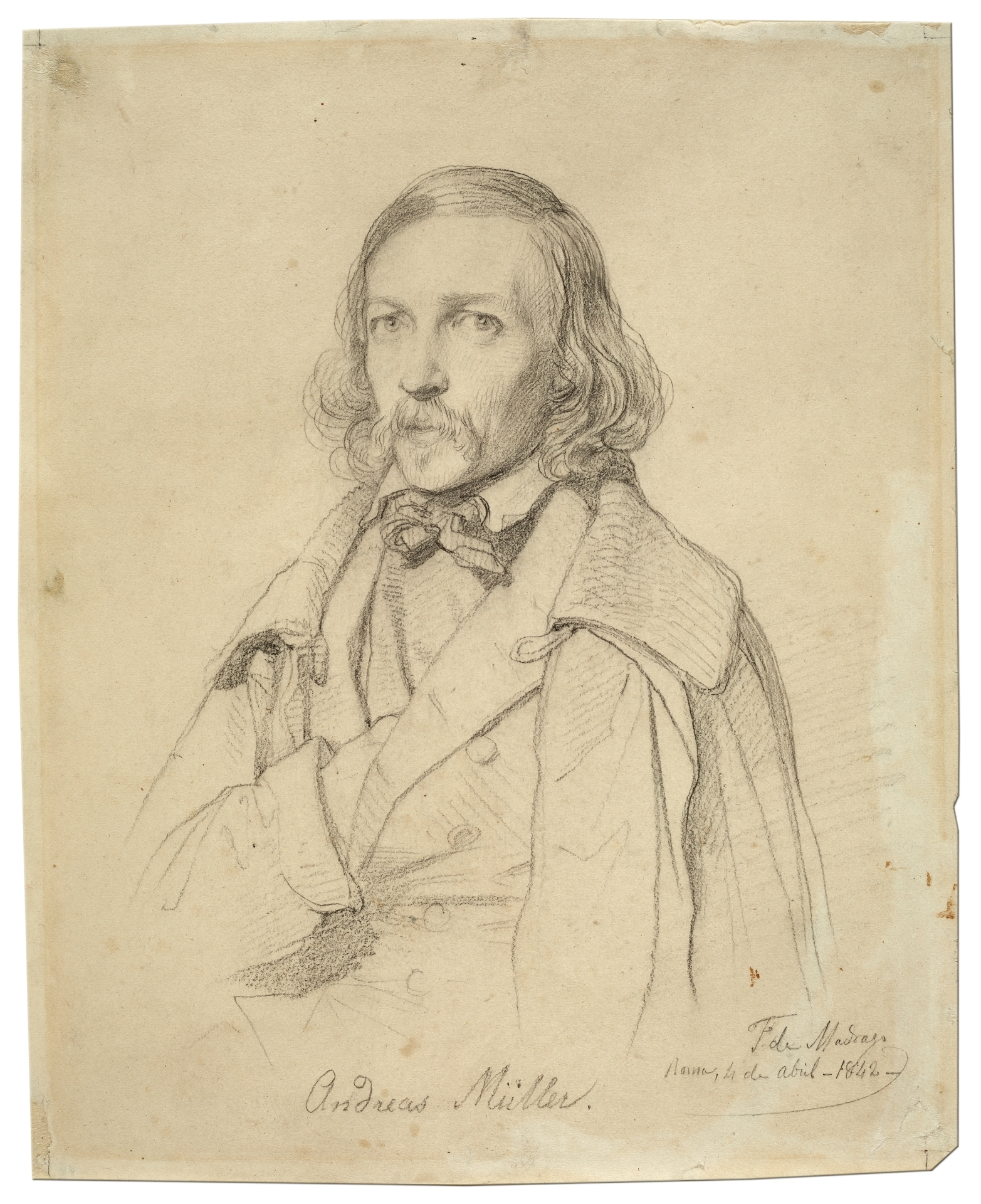
Andreas Müller, Zeichnung von Federico de Madrazo y Kuntz, Rom 1842

Andreas Johann Jakob Heinrich Müller (* 19. Februar 1811 in Kassel, Königreich Westphalen; † 29. März 1890 in Düsseldorf) war ein deutscher Kirchen- und Historienmaler der Düsseldorfer Schule.

## Leben

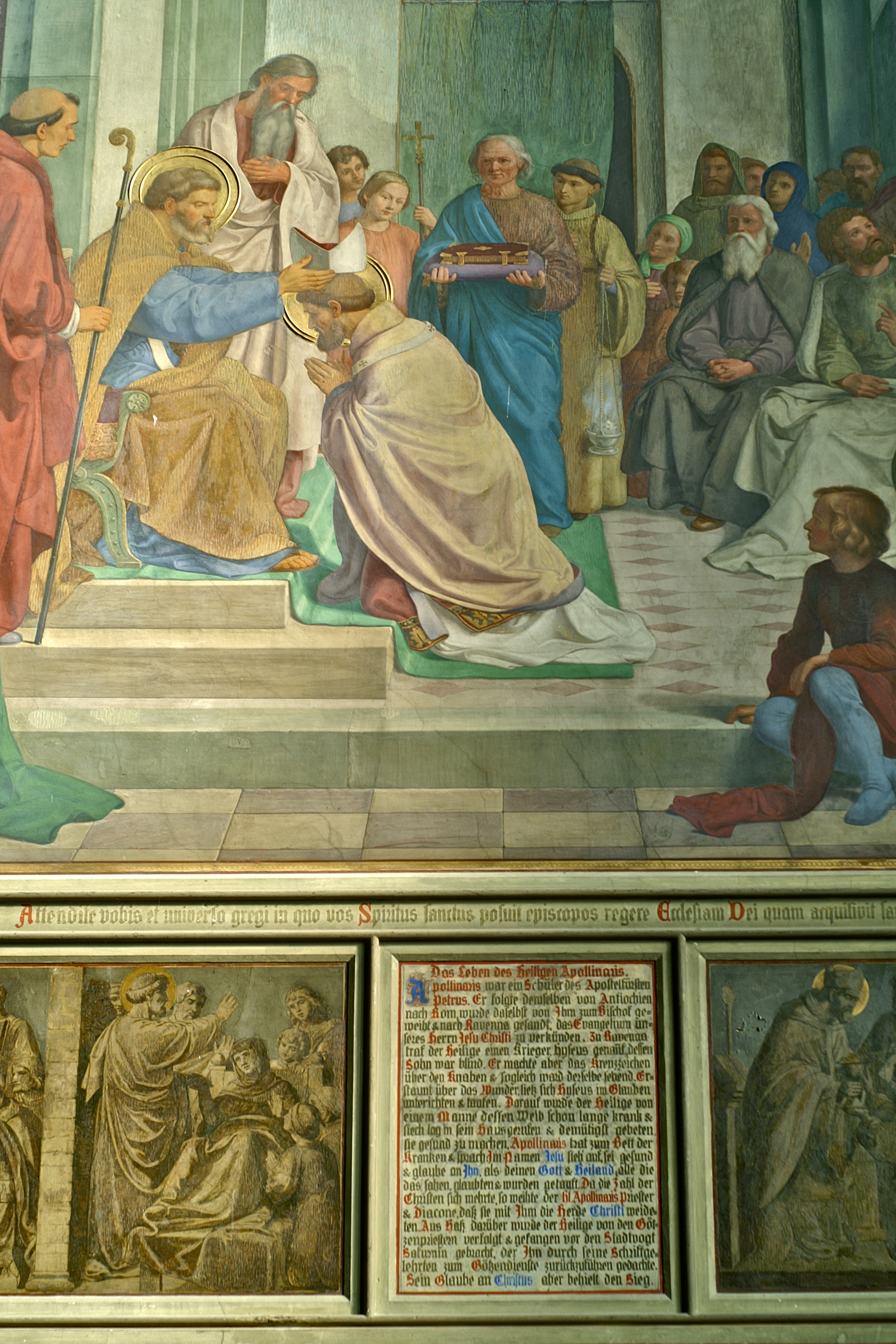
Andreas Müller: Ausschnitt aus dem Zyklus über das Leben des Hl. Apollinaris, Apollinariskirche Remagen

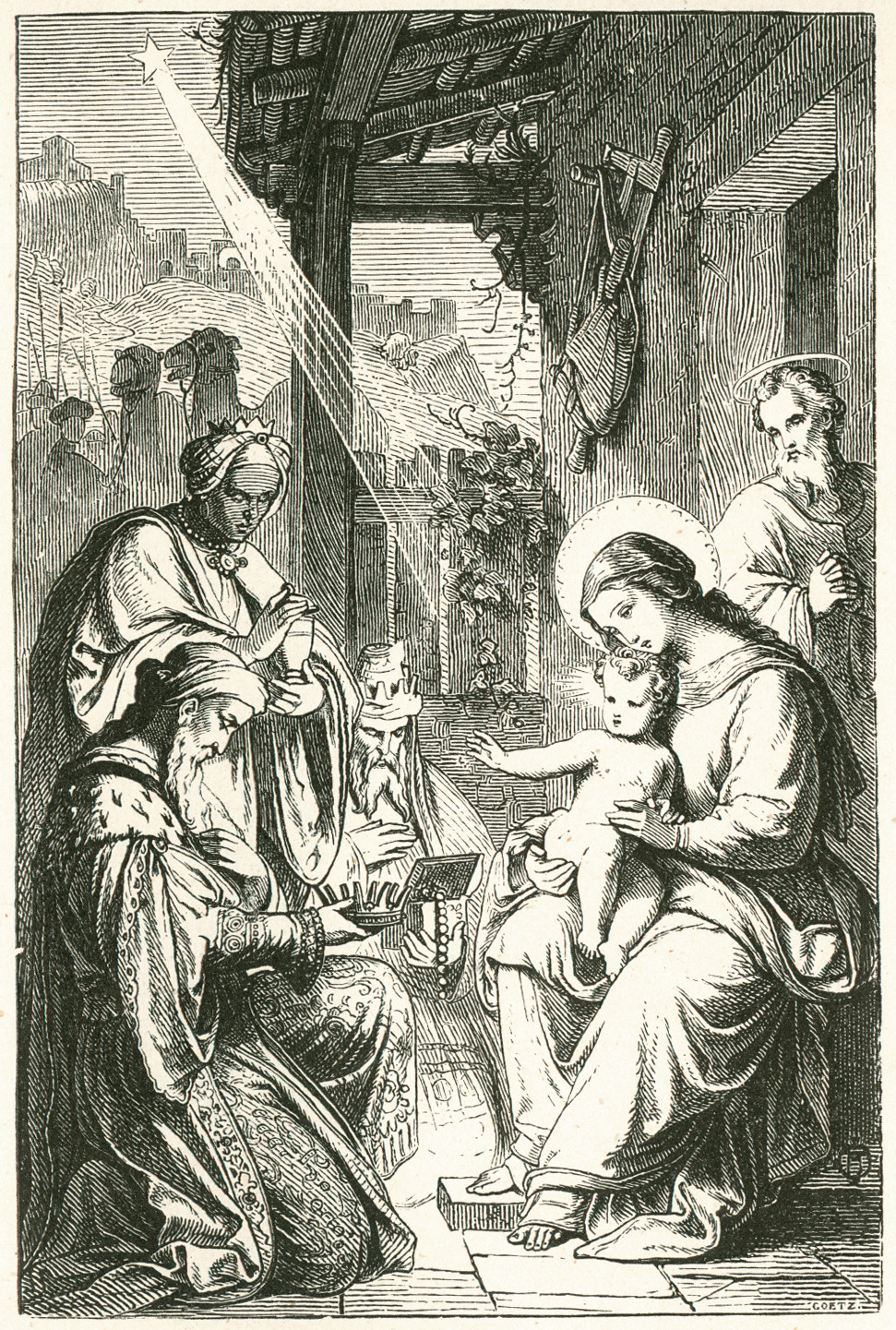
Andreas Müller: Die heiligen drei Könige. Holzstich von Bernhard Götz.

Andreas Müller war der Sohn des Hofmalers Franz Hubert Müller und wurde am 19. Februar 1811 in Kassel, Königreich Westphalen, geboren. Sein älterer Bruder war der Mathematiker und Physiker Johann Heinrich Jacob Müller, seine jüngeren Brüder waren der Kupferstecher Constantin Müller und der Maler Karl Müller. Andreas Müller absolvierte in Darmstadt das Gymnasium. Sein Vater war dort als Galeriedirektor tätig. Sein Vater, den er bei seiner Tätigkeit unterstützte, brachte ihm auch über vier Jahre die ersten Kenntnisse in der Malerei bei, danach wechselte Müller 1833 an die Kunstakademie München, wo er bei Julius Schnorr von Carolsfeld und Peter von Cornelius lernte. Um seine Kenntnisse in der Ölmalerei zu vertiefen, wechselte er bereits im Folgejahr an die von Schadow geführte Kunstakademie Düsseldorf. Einer seiner Lehrer dort war Karl Ferdinand Sohn, bei ihm entstand das dem romantischen Genre zugerechnete Ölbild „Der Knab vom Berg“ nach einem Gedicht von Uhland. Durch die Bekanntschaft mit Ernst Deger beeinflusst, wandte Müller sich erneut der bereits in München betriebenen Malerei religiöser Bilder zu. Sein nächstes Bild „Drei singende Engel“ (1836) wurde von Adolph Friedrich, dem 1. Herzog von Cambridge, in Hannover angekauft. Das dritte Bild „Ein lesender Mönch in einem Klosterhofe“ kaufte 1837 der Kunstverein für die Rheinlande und Westfalen.
Dadurch war es ihm möglich, im Herbst mit Deger 1837 nach Italien zu reisen, wo er sich in Rom dem Künstlerbund der Nazarener anschloss, und seine Studien fortsetzte. Im Frühsommer 1840 heiratete er in Düsseldorf Maria Katharina (1814–1883), eine Tochter des Düsseldorfer Sattlermeisters Wilhelm Schweden († 1866). Nach zwei weiteren Jahren in Rom, in denen er einem 1838 gegründeten Komponierverein angehörte sowie in Kreisen der Ponte-Molle-Gesellschaft verkehrte und auf deren „Cervaro-Festen“ als Kolonnenführer auftrat, kam er mit Frau und ältestem Sohn Joseph Maria Wilhelm (* 31. März 1841 in Rom) nach Düsseldorf zurück.
Vom Grafen Franz Egon von Fürstenberg-Stammheim erhielt er den Auftrag, zusammen mit Deger, Ittenbach und seinem Bruder Karl die St. Apollinariskirche bei Remagen auszumalen. An diesem Auftrag war er von 1843 bis 1851 tätig. Verwendet wurden von ihm entwickelte Farben mit gekochtem Öl, die Arbeiten standen unter seiner Leitung. Wiegmann zählt diese Gemälde „mit zu den erhabensten und vollendetsten, die auf dem Gebiete der kirchlichen Kunst seit Jahrhunderten entstanden sind“. Sein Teil des Auftrags war die Darstellung  des Lebens des heiligen Apollinaris auf den vier großen Wandflächen der Ost- und Westseite des Querschiffes. Ferner schuf er dort eine Reihe von Bildern der Familienheiligen des Fürstenbergischen Hauses sowie über der Orgelbühne die idealen Gestalten der heiligen Cäcilia und des königlichen Sängers David.
Im Jahre 1855 wurde er nach der Pensionierung von Mosler als Professor an die Düsseldorfer Kunstakademie berufen, dort war er Zeichenlehrer der Elementarklasse, Konservator der Kunstsammlung und Lehrer für Kunstgeschichte. Bei dem Brand der Akademie in der Nacht vom 19. zum 20. März 1872, bei dem er sich mit jungen Männern tatkräftig für die Rettung der Kunstsammlung der Akademie einsetzte, wurden in seinem Atelier mehrere eigene Arbeiten, darunter ein fast vollendetes Altarbild des heiligen Josef, und viele Mappen mit Studien vernichtet. Das Altarbild stellte er anschließend bis 1877 erneut fertig. Ein anderes Altarbild, die Mutter Gottes und Heilige darstellend, wurde für die Pfarrkirche St. Stephanus in Lank im Auftrage der Gräfin Czerklaes gemalt. Ferner entstanden 1867 eine lebensgroße heilige „Barbara“ im Auftrage des Fürstbischofs Förster von Breslau und zwei Altarbilder (Rosenkranz, Josef) für die Kirche in Zyfflich an der niederländischen Grenze. Im Auftrage des Fürsten von Löwenstein-Wertheim-Rosenberg entstand ein Reliquiar, das in Kreuzform das Leiden Christi darstellt. Eine spätere Ausführung in größerem Maßstab wurde von der Nationalgalerie Berlin übernommen.
Einen großen Teil seiner Zeit nahm der Unterricht an der Akademie in Anspruch. Als Konservator und Fachmann für historische Grafik verfasste er die umstrittene Schrift Ein Kupferstich von Rafael in der Sammlung der kgl. Kunstakademie zu Düsseldorf, beschrieben von dem Conservator dieser Sammlung, Andreas Müller, Historienmaler und kgl. Professor. Düsseldorf (Buddeus, Düsseldorf 1860). In den 1860er Jahren beauftragte ihn der Fürst Karl Anton von Hohenzollern mit der Ausschmückung des Kunstsaales des fürstlichen Schlosses zu Sigmaringen. Dort entstanden in Zusammenarbeit mit seinem Sohn Franz 24 Darstellungen deutscher Meister. Für den Fürsten Adolf von Schaumburg-Lippe restaurierte er mehrere alte Bilder. Darunter gilt die Wiederherstellung des seinerzeit in Düsseldorf befindlichen Bildes „Mariä Himmelfahrt“ von Peter Paul Rubens als besonders gelungen. Die Restauration der Schlosskapelle in Bückeburg konnte er nicht mehr ganz vollenden. Im Jahr 1881 erlitt er einen Schlaganfall, der ihn bis zu seinem Tode lähmte und der Sprache beraubte. Er starb am 29. März 1890.
Müller unterstützte den Verein zur Verbreitung religiöser Bilder und stellte als Grafiker auch ornamentale Arbeiten für die Buchgestaltung her. Er errang mehrere Auszeichnungen (kleine goldene Medaille für Kunst, Preußen; goldene Medaille, Österreich) und war Ehrenmitglied der Akademien in Wien, Amsterdam und Lissabon. Napoleon III. beehrte ihn mit einer goldenen Tabakdose.

## Familie
Andreas Müller heiratete am 16. Juni 1840 Maria Katharina, eine geborene Schweden (* 6. August 1814 in Düsseldorf; † 29. Oktober 1883 ebenda). Von den zwischen 1841 und 1860 geborenen dreizehn Kindern (acht Töchter, fünf Söhne) übten drei Söhne ebenfalls künstlerische Berufe aus:
- Maria Joseph Ernestin Franz Müller (1843–1929), Historienmaler
- Karl Hubert Maria Müller (1844–1909), Bildhauer[8][9]
- Franz Hubert Maria Clemens Müller (1854; am 13. März 1882 amtlich abgemeldet nach Australien)[10]

## Werke (Auswahl)
- Der Knab vom Berg (Öl, 1834/1835)[11]
- Drei singende Engel (Öl, 1836)

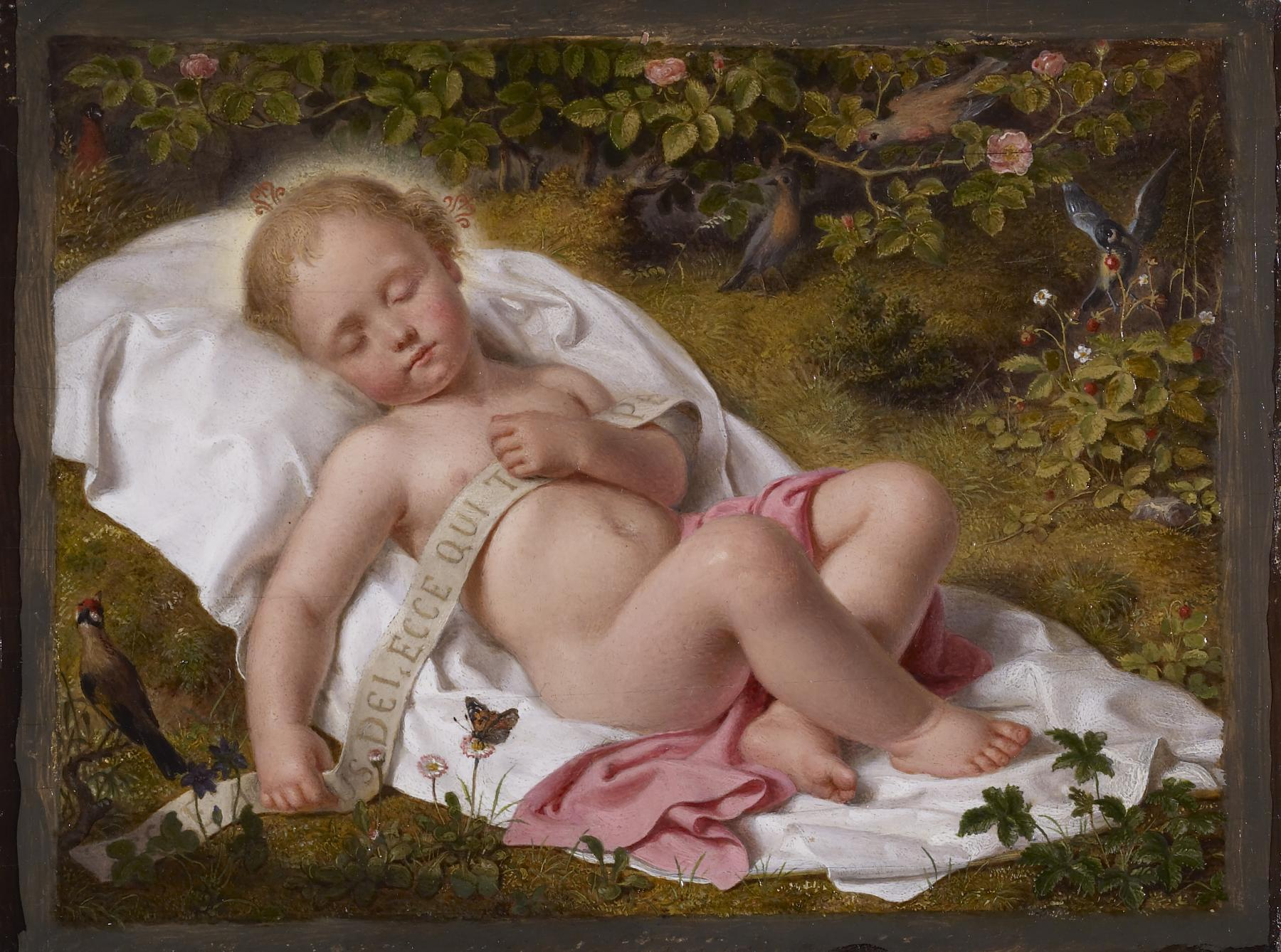
Das Christkind (1849), Walters Art Museum, vormals Düsseldorf Gallery, New York

- Ein lesender Mönch in einem Klosterhofe (Öl, 1837)
- St. Apollinaris, Heilige Cäcilia und Königlicher Sänger David in der St. Apollinariskirche (1843–1851)
- Entwurf des Muttergottesaltars in Groß St. Martin (um 1848)[12]
- Entwurf des Martinsaltars in Groß St. Martin (um 1848)[13]
- Heilige Barbara für Fürstbischof Förster, Breslau (1867)
- Altarbild Heiliger Josef (1877)
- Mutter Gottes und Heilige für die Pfarrkirche in Lank
- Altarblätter Rosenkranzbild und Josefsbild für die Kirche in Zyfflich
- Maria mit Jesus und Joseph
- Heilige Anna mit der kleinen Maria
- Heilige Cäcilie
- Verkündigung und vier Evangelisten (Kirche in Budberg, Regierungsbezirk Düsseldorf)[14]
- Reliquienschrein mit Szenen aus dem Leiden Christi für den Fürsten von Löwenstein-Wertheim[14]

### Illustrationen (Auswahl)
Digitalisierte Ausgabe der Universitäts- und Landesbibliothek Düsseldorf:
- In: Deutsche Dichtungen mit Randzeichnungen deutscher Künstler. Düsseldorf: Buddeus, (Bände 1–2) 1843. Digitalisierte Ausgabe
- In: Reinick, Robert: Lieder eines Malers mit Randzeichnungen seiner Freunde. – zwischen 1836 und 1852.
  - Lieder eines Malers mit Randzeichnungen seiner Freunde. Düsseldorf: Schulgen-Bettendorff, 1836, Probedruck. Digitalisierte Ausgabe
  - Lieder eines Malers mit Randzeichnungen seiner Freunde. Düsseldorf: Schulgen-Bettendorff, 1838, farbige Mappen-Ausgabe. Digitalisierte Ausgabe
  - Lieder eines Malers mit Randzeichnungen seiner Freunde. Düsseldorf: Schulgen-Bettendorff, 1838. Digitalisierte Ausgabe
  - Lieder eines Malers mit Randzeichnungen seiner Freunde. Düsseldorf: Buddeus, zwischen 1839 und 1846. Digitalisierte Ausgabe
  - Lieder eines Malers mit Randzeichnungen seiner Freunde. Leipzig: Vogel, ca. 1852. Digitalisierte Ausgabe